# La vie en rose
La vie en rose (pol. Przez różowe okulary) – utwór z repertuaru francuskiej piosenkarki Édith Piaf, którego była również autorką.

## Historia piosenki
Piosenka powstała w maju 1945. Édith Piaf napisała ją dla Mariane Michel. Jako że wówczas nie należała do Stowarzyszenia Autorów, Kompozytorów i Wydawców Muzycznych, utwór musiał zostać zarejestrowany przez jednego z członków organizacji — za autora został podany Louis Guglielmi.
Początkowo nie sądzono, że utwór odniesie sukces, dlatego Piaf zwlekała z zaprezentowaniem go publiczności. Po raz pierwszy na żywo wykonała go w 1946 i z miejsca stał się on wielkim przebojem. W 1947 ukazał się na singlu z piosenką „Un refrain courait dans la rue” na stronie B i został sprzedany w liczbie ponad 1 mln kopii w USA, gdzie dotarł do 23. miejsca listy przebojów.
Utwór stał się sztandarową kompozycją repertuaru Piaf, wielokrotnie przez nią wykonywaną na koncertach i umieszczoną na wielu jej późniejszych albumach. Został przetłumaczony na 12 języków. Piosenka została później reimpretowana przez licznych wykonawców, do swoich repertuarów włączyli ją m.in. Marlene Dietrich i Louis Armstrong, a w późniejszych latach własne covery utworu nagrali m.in.: Bing Crosby, Cyndi Lauper, Grace Jones, Donna Summer, Patricia Kaas, Céline Dion, In-Grid i Lady Gaga.